# Karl Neumer
Karl Neumer (Reinhardtsgrimma, 23 febbraio 1887 – 16 maggio 1984) è stato un pistard tedesco.

## Palmarès

### Olimpiadi
- Argento a Londra 1908 nell'inseguimento a squadre.
- Bronzo a Londra 1908 nelle 660 iarde.